# Еремеевка (Одесская область)
Ереме́евка (укр. Єреміївка, прежнее название Бишофсфельд) — село, относится к Раздельнянскому району Одесской области Украины.
Население по переписи 2001 года составляло 575 человек. Почтовый индекс — 67442. Телефонный код — 4853. Занимает площадь 2,102 км². Код КОАТУУ — 5123981701. Через населённый пункт проходит автодорога территориального значения Т-1618.

## Местный совет
67442, Одесская обл., Раздельнянский р-н, с. Еремеевка

## История
Во времена румынской оккупации здесь располагалась XXI региональная команда зондеркоманды «Р» оперативной группы «Транснистрия» под руководством оберштурмфюрера СС Харальда Краузе. Она была расформирована в середине 1943 года.